# Невинный (фильм, 1976)
«Неви́нный» (итал. L'Innocente) — художественный фильм 1976 года, поставленный режиссёром Лукино Висконти по одноимённому роману Габриеле Д’Аннунцио. Последняя режиссёрская работа Лукино Висконти.

## Сюжет
Аристократ Туллио Эрмиль постоянно изменяет своей жене Джулиане и даже не скрывает этого. Находясь в отчаянии, она встречает молодого и популярного писателя Филиппо д'Арборио, который утешает её и помогает преодолеть трудный этап в её жизни. Заподозрив, что жена отнюдь не собирается вечно хранить ему верность, Туллио вдруг начал ревновать её, воспылал к ней страстью и решил возобновить семейную жизнь. Однако вскоре выяснилось, что Джулиана беременна.

## В ролях
- Джанкарло Джаннини — Туллио Эрмиль
- Лаура Антонелли — Джулиана Эрмиль
- Дженнифер О’Нил — Тереза Раффо
- Рина Морелли — мать Туллио
- Массимо Джиротти — граф Стефано Эгано
- Дидье Одпен — Федерико Эрмиль
- Мари Дюбуа — принцесса
- Роберта Паладини — Эльвиретта
- Клод Манн — принц
- Марк Порель — Филиппо д’Арборио

## Производство
Первоначально в  роли Джулианы Лукино Висконти видел Шарлотту Рэмплинг, однако актриса не смогла принять участие в съёмках.

## Награды
- 1976 — Премия «Давид ди Донателло»
  - Лучшая музыка — Франко Маннино